# Clan Buchanan
Buchanan (schottisch-gälisch: Na Cananaich [nə ˈkʰanənɪç]) ist der Name eines schottischen Clans, der von Anselan O’Kyan abstammt, einem Sohn des Königs von Ulster. Diesem wurden vom schottischen König Malcolm II. im 13. Jahrhundert Ländereien am Ostufer des Loch Lomond zugesprochen, wo der Clan seit damals beheimatet ist.

## Geschichte
Die Buchanans waren für ihre Kampfeskünste berühmt und unterstützen Robert the Bruce im frühen 14. Jahrhundert. Im frühen 18. Jahrhundert migrierten Teile des Clans nach Irland, um Hunger und religiöser Verfolgung wegen ihres presbyterianischen Glaubens zu entgehen. Von dort wanderten später viele in die Vereinigten Staaten aus. Bekannte Abkömmlinge des Clans sind etwa George Buchanan, Lehrer von Maria Stuart und Jakob VI., James Buchanan, der 15. Präsident der Vereinigten Staaten sowie Ken Buchanan, Leichtgewicht-Boxweltmeister, der in den Clanfarben gehaltenen Hosen kämpfte.
Das Motto des Clans lautet Clarior hinc honos („Heller daher die Ehre“).

## Bilder

Wappen der Buchanan of that Ilk
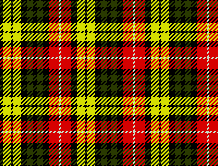
Tartan
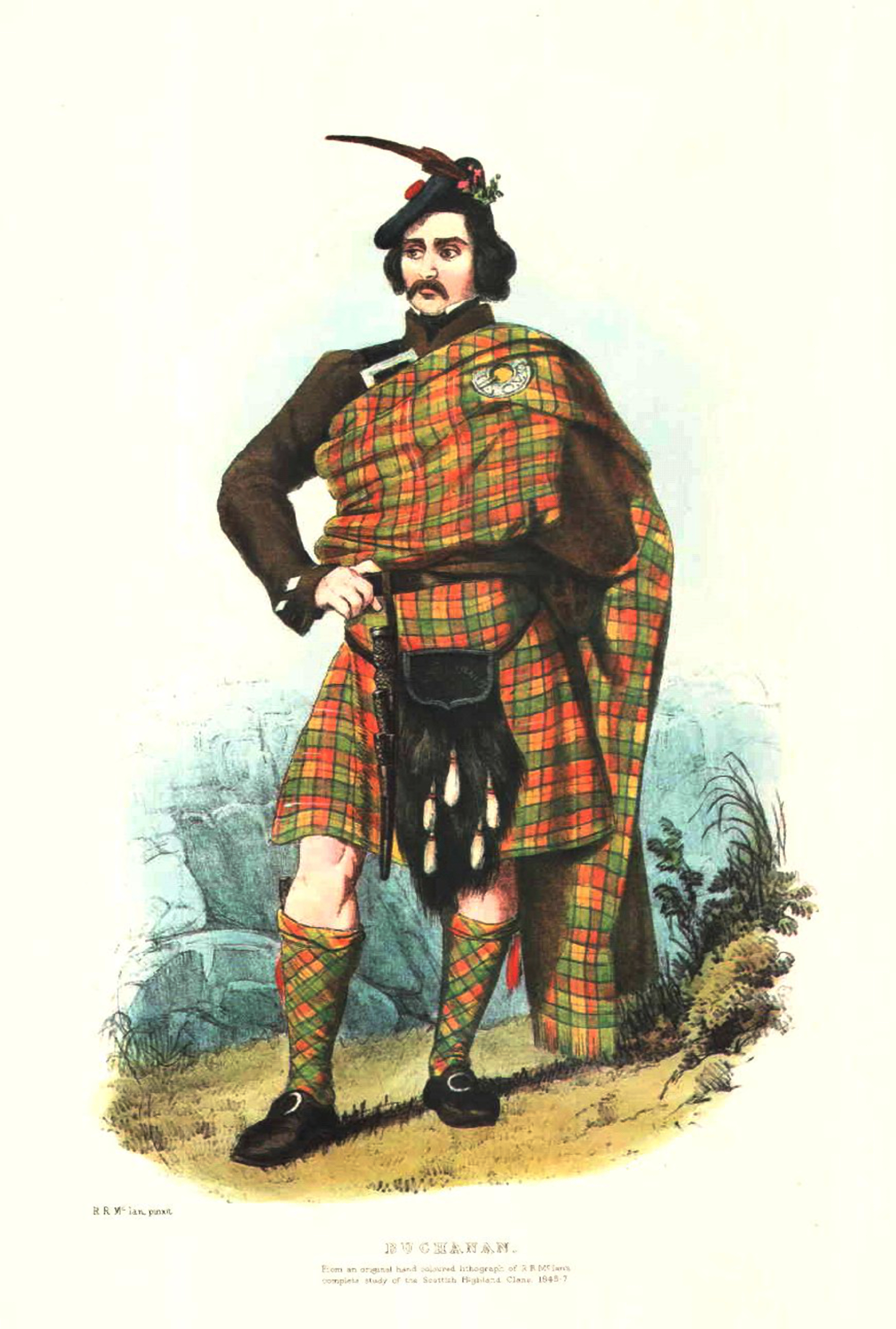
Viktorianische Darstellung eines Clan-Mitglieds